# 2016 WF9

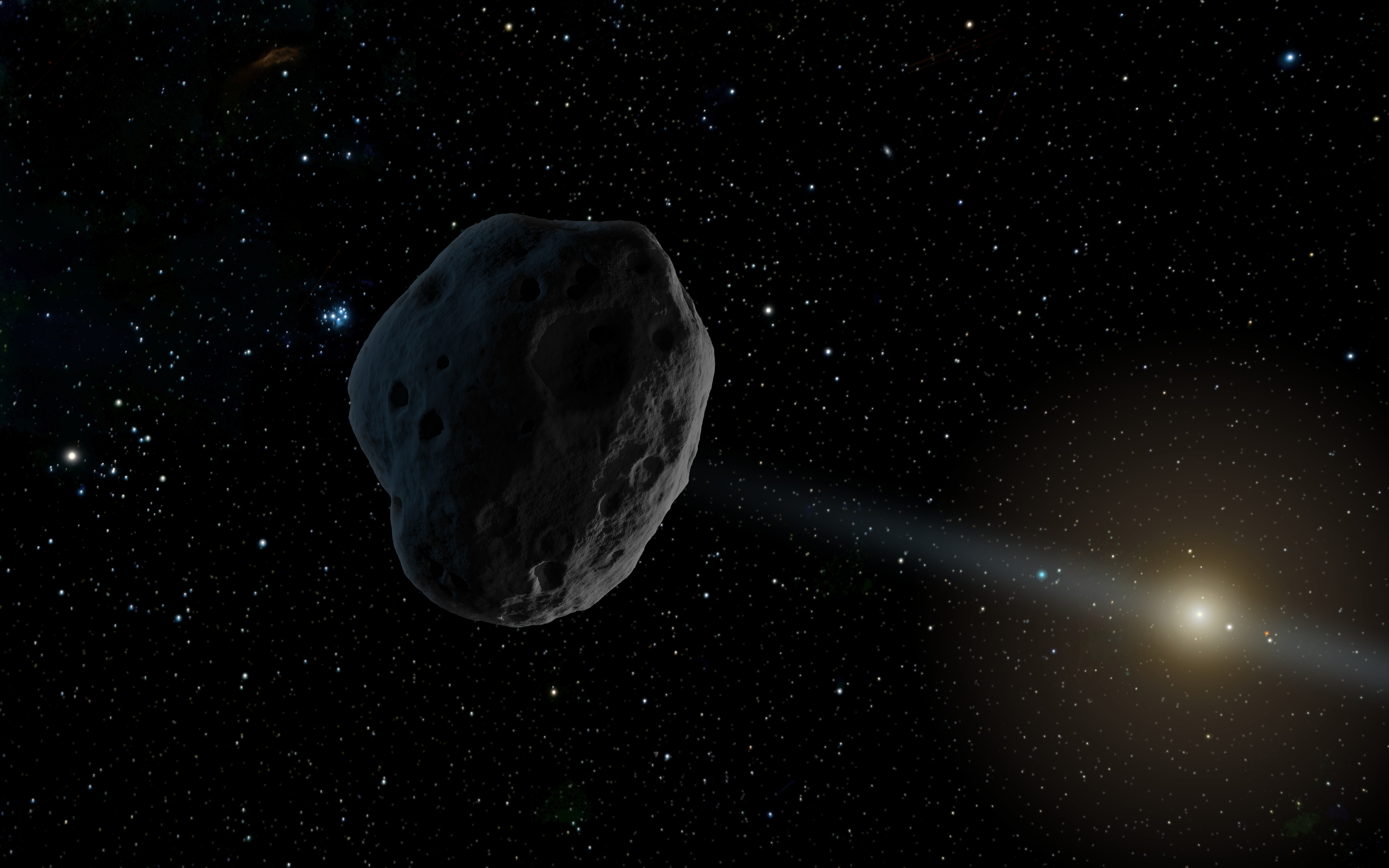
Астероїд. Художній образ.

2016 WF9 — космічне тіло, яке вважається — станом на 30 грудня  року — астероїдом Групи Аполлона Об'єкт дещо темний, можливо, комета, але без кометоподібного пилу і газової хмари, який було виявлено 27 листопада  року телескопом WISE.  , about 0,5—1,0 км (0,31—0,62 миля) across, is «relatively large», according to NASA.  , близько 0,5-1,0 км (0.31-0.62 милі) по горизонталі, є «відносно великий», відповідно до НАСА. Об'єкт буде проходити Землю 25 лютого 2017 року на відстані близько 51 млн км (32,000,000 миль) і не розглядається як загроза в доступному для огляду майбутньому.